# Schistochila muricata
Schistochila muricata là một loài rêu trong họ Schistochilaceae. Loài này được E.A. Hodgs. & Allison mô tả khoa học đầu tiên năm 1941.
Danh pháp khoa học của loài này chưa được làm sáng tỏ. 